# Гемега Віталій Анатолійович
Віталій Анатолійович Гемега (нар. 10 січня 1994, с. Степанки, Вінницька область, Україна) — український футболіст, півзахисник та нападник, наразі є гравцем «Поділля».

## Життєпис

### Ранні роки
Віталій Гемега народився 10 січня 1994 року в селі Степанки Вінницької області. Своїм першим тренером Гемега вважає батька, який з малих років (коли синові було всього три роки) почав прищеплювати Віталію любов до футболу. Потім Гемега займався футболом у школі вінницької «Ниви».
У київському «Динамо» Віталій із 2005 року. Сюди його взяли в 11-річному віці. Першим тренером Гемеги був Олександр Васильович Петраков. Валерій Васильович Кінашенко поселив юного футболіста в дитячо-юнацькій базі на Нивках, коли тому було 12 років. Згодом футбольним вихованням Гемеги займалися Сергій Миколайович Журавльов та Юрій Петрович Єськін.

### «Динамо-2»
Після випуску з Академії влітку 2011 року Гемега був одним із тих, хто був уключений у заявку «Динамо-2». Перш ніж потрапити у другу команду, випускники Академії пройшли жорсткий відбір, після якого залишили Гемегу й Олексія Хобленка. Таким чином, у 17 років Віталій став виступати не в молодіжній першості, а відразу в Першій лізі, де йому протистояли досвідчені, набагато більш дорослі гравці. Незважаючи на це, Гемега відразу справив ураження завдяки своїм чудовим швидкісним даним і відмінною, не по роках відточеною технікою. Саме завдяки цим якостям юний футболіст відразу почав виправдовувати очікування тренерів і досить швидко став гравцем основного складу й одним із ключових гравців у команді.
Дебют Гемеги в Першій лізі відбувся 30 липня 2011 року в матчі проти білоцерківського «Арсеналу». Усього ж у своєму першому сезоні він провів 25 матчів, у яких забив три м'ячі, зокрема ефектний переможний гол у березневому матчі проти МФК «Миколаїв».
У наступному чемпіонаті Гемега став зовсім незамінним у команді Андрія Гусіна. Він зіграв у всіх матчах «Динамо-2» осінньої частини сезону 2012/2013 у Першій лізі — усього їх було 21. До того ж, Віталій став єдиним, хто не тільки не пропустив жодної гри, а й незмінно виходив на поле у стартовому складі. Через це наприкінці листопада 2012 року Віталій продовжив контракт із клубом до 21 грудня 2017 року. Навесні гравець також продовжив грати здебільшого в основі.

### Оренда в «Говерлу» і «Віслу»
Улітку 2015 року разом із низкою інших гравців «Динамо» перейшов в оренду в ужгородську «Говерлу». У Прем'єр-лізі дебютував 19 липня 2015 року в матчі першого туру чемпіонату проти дніпропетровського «Дніпра» (1:1), у якому відразу відзначився голом, а на 80 хвилині був замінений на іншого «динамівця» Павла Полегенька.
У липні 2016 року на умовах річної оренди став гравцем плоцької «Вісли». Наприкінці того ж року залишив польську команду та припинив співпрацю з «Динамо», ставши вільним агентом.

### «Олімпік»
1 березня 2017 року підписав контракт з донецьким «Олімпіком».

### «Рух»
17 серпня 2017 року став гравцем «Руху» з Винник, з яким уклав однорічний контракт.

### «Нива»
30 серпня 2018 року підписав угоду з вінницькою «Нивою».

### Збірна
У 2009—2012 роках Гемега виступав за збірні України різних вікових категорій.